# Мисля за теб
Мисля за теб (на испански: Pienso en ti) е мексиканска теленовела, създадена от Химена Суарес, режисирана от Луис Мансо, Карлос Сантос и Орландо Росалес и продуцирана от W Studios за ТелевисаУнивисион през 2023 г. Историята е насочена към личностното израстване като движеща сила за човека.
В главните роли са Дулсе Мария и Давид Сепеда, а в отрицателните – Алексис Аяла, Федерико Айос и Джесика Диас.

## Сюжет
Емилия, против волята на майка си, се изправя срещу всички и всичко, за да преследва мечтата си да бъде успешна певица. Когато Емилия се запознава с Хосе Анхел, своя идол, тя намира сили да преследва мечтата си, без да си представя, че гласът ѝ ще му върне мечтите и живота. 

## Актьори
- Дулсе Мария – Емилия Риверо
- Давид Сепеда – Хосе Анхел Сантяго
- Алексис Аяла – Федерико Перес
- Брандон Пениче – Маноло Перес
- Себастиан Поса – Николас Торебланка
- Джесика Диас – Хеанин Лоер
- Федерико Айос – Омар Миранда
- Йоланда Вентура – Даниела Авенданьо
- Хосе Елиас Морено – Серхио Торебланка
- Еухения Каудуро – Лорета Ортис
- Клаудия Силва – Карла Торебланка
- Лорена Граниевич – Алисия Гарибай
- Мария Фернанда Гарсия – Лаура
- Енри Сака – Алфонсо Риверо
- Рамиро Томасини – Максимилиано Мендоса
- Ариана Сааведра – Хеорхина Риверо
- Хулия Аргуейес – Маите Торебланка

## Премиера
Премиерата на Мисля за теб е на 13 март 2023 г. по Las Estrellas. Последният 75. епизод е излъчен на 23 юни 2023 г.
| Година | Излъчване              | Брой епизоди | Премиера     | Премиера         | Финал       | Финал            |
| Година | Излъчване              | Брой епизоди | Дата         | Зрители (в млн.) | Дата        | Зрители (в млн.) |
| ------ | ---------------------- | ------------ | ------------ | ---------------- | ----------- | ---------------- |
| 2023   | понеделник-петък 20:30 | 75           | 13 март 2023 | 3.2              | 23 юни 2023 | 3.3              |

## Продукция

### Развитие
На 17 май 2022 г. теленовелата е обявена и представена под временното заглавие Първо ти (на испански: Primero tú) на събитие на ТелевисаУнивисион, като едно от новите заглавия за програмния период 2022-23 г. Снимките на продукцията започват на 26 октомври 2022 г. във форум на Телевиса Сан Анхел, като заглавието е променено официално на Мисля за теб.

### Избор на актьорски състав
В началото на август 2022 г. Давид Сепеда е потвърден за главна мъжка роля в теленовелата. През същия месец сред кандидатките за главна женска роля са Дулсе Мария, Габриела Спаник, Клаудия Мартин и Есмералда Пиментел. На 24 септември 2022 г. Алексис Аяла е потвърден като един от главните злодеи, четири дни по-късно Джесика Диас също е потвърдена като главен злодей. На 5 октомври 2022 г. актьорът Брандон Пениче е потвърден, като персонажът му ще допълни един любовен триъгълник между главните герои в историята. На 19 октомври 2022 г. Сепеда е потвърден отново заедно с Дулсе Мария, като и двамата поемат главните роли. Останалата част от актьорския състав е обявена на 28 октомври 2022 г.